# Lovitură liberă indirectă
Lovitura liberă indirectă în fotbal este o lovitură de pedeapsă acordată echipei adverse, în care la repunerea mingii în joc jucătorii nu au dreptul să o trimită direct spre poarta adversă. Lovitura indirectă se acordă doar când faultul nu este foarte dur. Lovitura liberă se poate executa direct pe poartă iar golul este valabil doar dacă mingea este mai întâi atinsă de un coleg de echipă, de un jucător de la echipa adversă sau de portar. În caz că mingea nu atinge unul din jucători se bate aut de poartă sau corner (dacă mingea este trimisă în poartă proprie).